# Styvsenap
Styvsenap (Sisymbrium strictissimum) är en växtart i familjen korsblommiga växter. 